# Persvaze
Persvaze (latinsky persuasio) je funkce, která nám poskytuje schopnost přesvědčit, získat a ovlivnit lidi kolem, takto chápaná persvaze je konstituujícím rysem funkčního stylu publicistického, kam v dnešní době můžeme přiřadit i texty reklamní či rétorické. Cílem persvaze je hlavně vytvoření obrazu situace, zpráv a vědomí recipientů a vůbec úmyslné působení na veřejné mínění. Persvaze nenajdeme jen v textech, persvaze je také formou komunikace, kdy dochází k předání zprávy, která má účel ovlivnit recipienta. Na základě úspěšnému předání této zprávy dochází ke změně duševního stavu. Tato změna se může projevit kdekoli, v postoji, přesvědčení, názorech, myšlenek nebo také chování jedné či více osob.
Persvaze není nátlakem či manipulací. Od nátlaku se liší možností svobodné volby, neboť je volba recipienta, zda vyhoví zdroji persvazivní zprávy, a od manipulace se liší tím, že přesvědčení recipienta nemá později škodlivé následky. 
Také je nutno si uvědomit, že ne každá komunikace je persvazivní, některé slouží pouze jako informativní či zábavné.

## Definice
Kvůli mnoha podmínkám k určení konverzace za persvazivní, je obtížné jasně určit přesnou definici persvaze a tudíž jich můžeme najít více:
- Změna postoje, která je důsledkem vystavení komunikaci.
- Lidská komunikace, jejímž cílem je ovlivnit druhé změnou jejich přesvědčení, hodnot nebo postojů.[4]
- Vědomý pokus člověka o  změnu postojů, přesvědčení nebo chování druhé osoby nebo skupiny osob prostřednictvím přenosu informace.[5]
- Symbolický proces, ve kterém se komunikátor snaží přesvědčit recipienta ke změně postoje nebo chování prostřednictvím vysílání zprávy v atmosféře svobodné volby.[6]
- Úspěšný a úmyslný pokus o ovlivnění duševního stavu druhé osoby prostřednictvím komunikace, ve které má přesvědčovaný určitou míru svobodné volby.[7]
- Jeden anebo více lidí angažovaných v aktivitě vytváření, posilňování, obměňování nebo potlačování přesvědčení, postojů, úmyslů, motivace anebo chování v daném komunikačním kontextu.
- Jakákoliv zpráva, jejímž cílem je vytvářet, posilovat anebo měnit reakce ostatních.[8]

## Jazykové prostředky
K docílení správné persvaze je zapotřebí brát v úvahu, kdo je recipient a dle toho měnit řečnický styl či terminologii. Nejvíce se musí předávající persvaze zaměřit na srozumitelnost a kredibilitu projevu či případně textu.

### Srozumitelnost
Srozumitelnost lze brát jako nejdůležitější. Pokud má persvaze vykonat svou úlohu, musí být podána na úrovni jejího příjemce. Je tedy zapotřebí dodržet identifikaci hlásek, správnou interpretaci lexikálních jednotek, jednoznačný výklad syntaktických konstrukcí a v případě textu také přehlednou kompozici.

### Kredibilita
Kredibilita zastupuje předpoklad důvěryhodnosti. V případě textu se důvěryhodnosti dosahuje výběrem významově vhodných výrazových prostředků, výběrem stylové vrstvy, vnější prezentace textu, do čehož patří i užití neverbálních prostředků (obrázky, videa apod.). V případě kredibility řečníka záleží na přednesu persvaze a celkovém prezentování řeči. 

## Typy persvaze

### Étos
Étos je typ persvaze vázaný s morálkou a etiketou. Při étosu přesvědčují spisovatelé nebo řečníci své publikum o své dobré vůli a prezentují se jako důvěryhodní. Aby bylo možné určit, zda je spisovatel důvěryhodný nebo ne, musí publikum porozumět jeho záměru a jeho silnému porozumění tématu.

### Logos
Logos pochází z logiky, a proto autoři používají logiku, uvažování a racionalitu, aby přesvědčili publikum o svých perspektivách.

### Patos
Třetí metodou je patos, který vyvolává a apeluje na emoce publika. To je v rozporu s logem, protože předkládá argumenty bez použití logiky nebo uvažování. Mnoho spisovatelů tohoto využívá neboť považují lásku, strach, empatii a hněv za silné faktory ovlivňující emoce jejich publika.